# Jaurakkavaara
Jaurakkavaara är en kulle i Finland. Den ligger i Pudasjärvi i den ekonomiska regionen  Oulunkaari  och landskapet Norra Österbotten, i den centrala delen av landet, 600 km norr om huvudstaden Helsingfors. Toppen på Jaurakkavaara är 197 meter över havet.
Terrängen runt Jaurakkavaara är huvudsakligen platt, men österut är den kuperad.  Trakten runt Jaurakkavaara är nära nog obefolkad, med mindre än två invånare per kvadratkilometer.